# Ahmed El-Gendy
Ahmed El-Gendy (en arabe : أحمد الجندي), né le 1er mars 2000, est un pentathlonien égyptien.

## Carrière
Ahmed El-Gendy remporte la médaille d'or en individuel ainsi qu'en relais mixte avec la Chinoise Gu Wewen aux Jeux olympiques de la jeunesse de 2018 à Buenos Aires.
Il obtient la médaille de bronze en individuel et par équipe aux Championnats du monde de pentathlon moderne 2021 au Caire.
Il est médaillé d'argent de la compétition masculine du pentathlon moderne aux Jeux olympiques d'été de 2020 à Tokyo ; il s'agit de la première médaille olympique obtenue en pentathlon moderne par un athlète du continent africain.
Il remporte la médaille d'or des Championnats d'Afrique de pentathlon moderne 2023 au Caire.
Il est nommé porte-drapeau de la délégation égyptienne aux Jeux olympiques d'été de 2024 à Paris en compagnie de l'haltérophile Sara Ahmed. Lors de ces Jeux olympiques de Paris, il remporte confortablement la médaille d'or de l'épreuve de pentathlon moderne en établissant un nouveau record du monde de la discipline.